# مورين إف. ماكهيو
مورين إف. ماكهيو (بالإنجليزية: Maureen F. McHugh)‏ (13 فبراير 1959، لوفلاند في الولايات المتحدة)؛ كاتِبة وروائية أمريكية. درست في جامعة أوهايو.

## روابط خارجية
- مورين إف. ماكهيو على موقع ميوزك برينز (الإنجليزية)
- مورين إف. ماكهيو على موقع إن إن دي بي (الإنجليزية)